# The Gaylads
The Gaylads su bili jedan od vrhunskih rocksteady vokalnih sastava na Jamajci. Bili su aktivni između 1963. i 1973. godine.
Sastav je bio formiran u Kingstonu. Izvorno su ga činili pjevači Harris "B.B." Seaton, Winston Delano Stewart i Maurice Roberts; Seaton i Stewart su prije bili uspješni kao dvojac Winston & Bibby. Kroz 10 godina dok su postojali Gayladsi, nekoliko se puta mijenjala postava. Maurice Roberts je bio jedini stalni član kroz sve to vrijeme.
Osim što su snimili nekoliko uspješnica, The Gaylads su bili pozadinski vokali na studijskim albumima brojnim utjecajnim glazbenicima, uključujući i Kena Boothea.
Roberts, jedini preostali izvorni član, izabrao je braću Randella i Hopetona Thaxtera neka nastave nositi ime Gayladsa. Nova postava nije nikad uspjela postići slavu prethodne postave. Nakon što je izdan album Love and Understanding pod imenom Gayladdsa, Roberts je izbacio svaku vezu s imenom Gaylads te je preimenovao trojac u The Psalms, a pozadinske vokale je prepustio Bunnyju Waileru. Utemeljiteljski dvojac Seaton i Stewart su se ponovo sastavili nakon dva desetljeća da bi se pojavili na koncertu 1991. za Studio One. Dvije godine poslije im se pridružio Roberts za izvedbu Rocksteady Reunion u Kingstonu. Seaton, koji je počeo samostalnu karijeru 1973. albumom Thin Line Between Love and Hate i koji je postigao uspjeh tijekom godina. Kao posljedica toga, preselio se u London da bi vodio oživljeni Soul Beat imprint.
Neki od njihovih uspješnica su jedni od prvih singlica koje su ohrabrivale repatrijaciju - Africa (We Want To Go), Joy In The Morning; Red Rose, (za Coxsone Doddov Studio One), It's Hard To Confess, Over the Rainbow's End (za Soniu Pottinger) i My Jamaican Girl  (za Leslie Konga / Beverley's).